# Vanessa Fernandes
Vanessa de Sousa Fernandes (Perosinho, 14 de septiembre de 1985) es una deportista portuguesa que compitió en triatlón y duatlón.
Participó en dos Juegos Olímpicos de Verano, en los años 2004 y 2008, obteniendo una medalla de plata en Pekín 2008, en la prueba femenina individual.
Ganó dos medallas en el Campeonato Mundial de Triatlón, oro en 2007 y plata en 2006, y seis medallas en el Campeonato Europeo de Triatlón entre los años 2004 y 2009. Además, obtuvo dos medallas de oro en el Campeonato Mundial de Duatlón, en los años 2007 y 2008, y una medalla de oro en el Campeonato Europeo de Duatlón de 2006.

## Palmarés internacional
| Juegos Olímpicos   | Juegos Olímpicos       | Juegos Olímpicos  | Juegos Olímpicos |
| Año                | Lugar                  | Medalla           | Prueba           |
| ------------------ | ---------------------- | ----------------- | ---------------- |
| 2008               | Pekín (China)          | Medalla de plata  | Individual       |
| Campeonato Mundial |                        |                   |                  |
| Año                | Lugar                  | Medalla           | Prueba           |
| 2006               | Lausana (Suiza)        | Medalla de plata  | Individual       |
| 2007               | Hamburgo (Alemania)    | Medalla de oro    | Individual       |
| Campeonato Europeo |                        |                   |                  |
| Año                | Lugar                  | Medalla           | Prueba           |
| 2004               | Valencia (España)      | Medalla de oro    | Individual       |
| 2005               | Lausana (Suiza)        | Medalla de oro    | Individual       |
| 2006               | Autun (Francia)        | Medalla de oro    | Individual       |
| 2007               | Copenhague (Dinamarca) | Medalla de oro    | Individual       |
| 2008               | Lisboa (Portugal)      | Medalla de oro    | Individual       |
| 2009               | Holten (Países Bajos)  | Medalla de bronce | Individual       |

| Campeonato Mundial | Campeonato Mundial | Campeonato Mundial | Campeonato Mundial |
| Año                | Lugar              | Medalla            | Prueba             |
| ------------------ | ------------------ | ------------------ | ------------------ |
| 2007               | Győr (Hungría)     | Medalla de oro     | Individual         |
| 2008               | Rímini (Italia)    | Medalla de oro     | Individual         |
| Campeonato Europeo |                    |                    |                    |
| Año                | Lugar              | Medalla            | Prueba             |
| 2006               | Rímini (Italia)    | Medalla de oro     | Individual         |